# ブローグシューズ

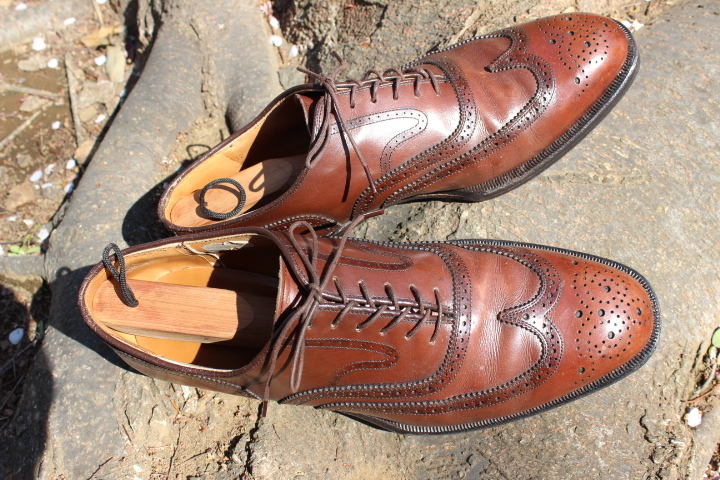
ジョンストン＆マーフィー（REGAL製）ウイングチップシューズ

ブローグシューズ（英：brogue shoes）は、革靴の一種。16世紀から17世紀にアイルランドやスコットランドの高地で履かれていた源皮の頑丈な労働靴であったが、19世紀末に狩猟用やスポーツシューズとして流行し始める。
現代のブローグシューズの代表的なかたちとされるウィングチップスタイルは、フォーマルスタイルとしても履くことが出来る。

## 概要
ブローグスは、紐付短靴（オックスフォードOxford）で、パーフォレーション（穴飾り）やピンキング（ギザギザ飾り）を特徴とし、元々はアウトドアシューズであった。原語は、ゲール語の bróg（アイルランド）、bròg（スコットランド）に由来し、「脚部を覆うもの」という意味である。アメリカの代表的靴メーカーであるフローシャイムの1930年代のカタログには、ウィングチップスタイルは「ブリティッシュスタイル」と書かれており、20世紀にアメリカや日本で普及していったことがわかる。

## 歴史
16世紀のスコットランドやアイルランドでは、穴は表革を貫通しており、水たまりでの作業で足がむれないための意匠であった。19世紀のヴィクトリア時代、オックスフォード大学の学生たちに履かれ、広まっていった。1910年代には現在のような厚みと丸みのスタイルとなり、1930年代にウィンザー公が、フルブローグシューズをゴルフで用いたことで公的な場面でも用いることのできる靴として認知されていった。

## ブローグシューズの種類
フルブローグ（full brogue）
ブローグ（穴飾り）が靴全体を覆っているタイプ。
ハーフブローグ（half brogue）
セミブローグとも。キャップトゥにブローグが半分程度、靴に施されているタイプ。1937年にイギリスのジョン・ロブにより開発され、フルブローグより軽量であるが、フォーマル度が高いとされる。
クォータリーブローグ（quarterly brogue）
ブローグが四分の一程度、靴に施されているタイプ。
ウィングチップ（wing-tip)
（フルブローグとも呼ばれる）は、「W」字型のとがったつま先のキャップが特徴で、上から見ると翼を伸ばした鳥に似ており「翼端」を意味している。ショートウィングチップ、ロングウィングチップなどが代表的な形。
ショートウィングチップ（short-wing-tip）
トゥキャップ部分が羽根のような形をしているため、この名称が付けられたと考えられる。メダリオンと呼ばれる爪先の「打ち抜き飾り」は、各メーカーでディテールが異なる。
ロングウィングチップ（long-wing-tip）
アッパー部分の下部を覆うトゥキャップからクォーター（踵部分を覆う革。腰革）を１枚の革で覆うタイプ。ロングウィングは、1950年代のフローシャイムのインペリアルに代表的なスタイルがみられるがその起源は明らかでない。ガンボートスタイルともよばれる重厚な作りは、1960年代のフローシャイムのケンムーアが代表的なモデルでアメリカで大流行した。同時代のハノーバー社やオールデン社等にも見られる。
スペクテイターシューズ（spactator）
白地に黒や茶のレザーを組み合わせた2色でデザインされたタイプ。イギリスのジョン・ロブは、1868年に最初のスペクテイターシューズをクリケットシューズとしてデザインしたと主張した。1920～30年代に世界で大流行し、コレスポンデント（co-respondent）シューズとも呼ばれる。コレスポンデントは、離婚調停の共同被告の意味で、派手なデザインを揶揄している、あるいは、ウィンザー公とその夫人ウォリス・シンプソンを指しているとされる。